# Sound & Vision
Sound & Vision ist eine US-amerikanische Zeitschrift, die sich thematisch mit Heimkino-, Audio-, Video- und Multimedia-Produkten beschäftigt. Die 1958 erstmals erschienene Zeitschrift wurde zuvor unter wechselnden Namen veröffentlicht, darunter lange Zeit zwischen 1968 und 1999 als Stereo Review. 2018 wurde die unter der ISSN 1537-5838 veröffentlichte Zeitschrift von der US-Tochter des britischen Medienunternehmens AVTech Media übernommen.

## Geschichte und Hintergrund
Die Zeitschrift wurde 1958 von Ziff-Davis unter dem Titel HiFi and Music Review erstmals herausgegeben, der Titel wurde im folgenden Jahr auf HiFi Review verkürzt. Die zunehmende Verbreitung von Stereofonie sorgte in den folgenden Jahren für weitere Umbenennungen: 1961 wurde die Zeitschrift in HiFi/Stereo Review und 1968 in Stereo Review umgetauft. Gleichzeitig blieb die thematische Ausrichtung nahezu unverändert, die Artikel und Essays beschäftigten sich mit Musikern und Musikströmungen und Platten- und Gerätebesprechungen sowie technischen Fragen inklusive Ratschlägen. 1980 übernahm die später vom französischen Medienunternehmen Hachette Filipacchi Médias übernommene Verlagshaus CBS Magazines die Zeitschrift, die 1989 mit der Zeitschrift High Fidelity zusammengelegt wurde. Parallel wurde das Themenspektrum auf Video- und Heimkino-Themen den allgemeinen Verbrauchertrends folgend erweitert, so dass Hachette Filipacchi Médias 1999 die Zeitschrift mit dem zuvor erworbenen Video-Magazin zusammenlegte und kurzzeitig unter dem Titel Stereo Review's Sound & Vision veröffentlichte. 2000 wurde der Name auf den heutigen Titel gekürzt.
Im Rahmen des Verkaufs mehrerer Zeitschriftentitel an die schwedische Bonnier-Gruppe 2009 wurde die Zeitschrift zusammen mit Popular Photography, Boating, Flying und American Photo von Hachette Filipacchi Médias verkauft. 2013 wurde die Zeitschrift erneut veräußert, Source Interlink legte sie nach dem Erwerb mit ihrem früheren Unterhaltungselektronik-Magazin Home Theater zusammen. Im März 2018 wurde Sound & Vision zusammen mit weiteren thematisch verwandten Zeitschriften und Websites, die unter dem Namen Home Tech Network firmierten, von AVTech Media erworben.